# اد اسپیلرز
ادوارد اسپیلرز (به انگلیسی: Ed Speleers) (زاده ۷ آوریل ۱۹۸۸) بازیگر انگلیسی است.
از فیلم‌های معروف او می‌توان به بازی در فیلم اراگون و مکانی برای تنها مردن اشاره کرد.